# خوني
خوني (بالجورجية: ხონი) هي بلدة في المنطقة الجورجية الغربية في إيميريتي ويبلغ عدد سكانها 8987 نسمة.